# Teruhiko Kobayashi
Teruhiko Kobayashi (小林 照彦?, Kobayashi Teruhiko; Kōbe, 17 novembre 1920 – Prefettura di  Shizuoka, 4 giugno 1957) è stato un aviatore e militare giapponese,  asso dell'aviazione da caccia del Dai-Nippon Teikoku Rikugun Kōkū Hombu, il servizio aeronautico dell'Esercito imperiale giapponese, durante la seconda guerra mondiale, particolarmente distintosi al comando del 244° Hikō Sentai schierato a difesa delle isole dell'arcipelago giapponese e della sua capitale, Tokyo. È accreditato dell'abbattimento di 5 velivoli nemici, 3 bombardieri B-29 Superfortress e 2 caccia F6F-5 Hellcat.

## Biografia

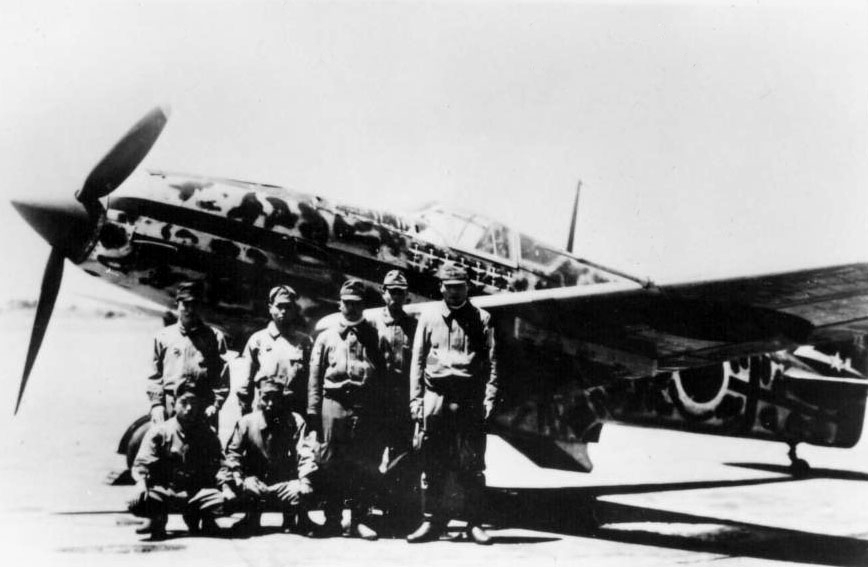
Kobayashi e il suo equipaggio di fronte a un caccia Kawasaki Ki-61 Hien del 244° Sentai, maggio 1945.

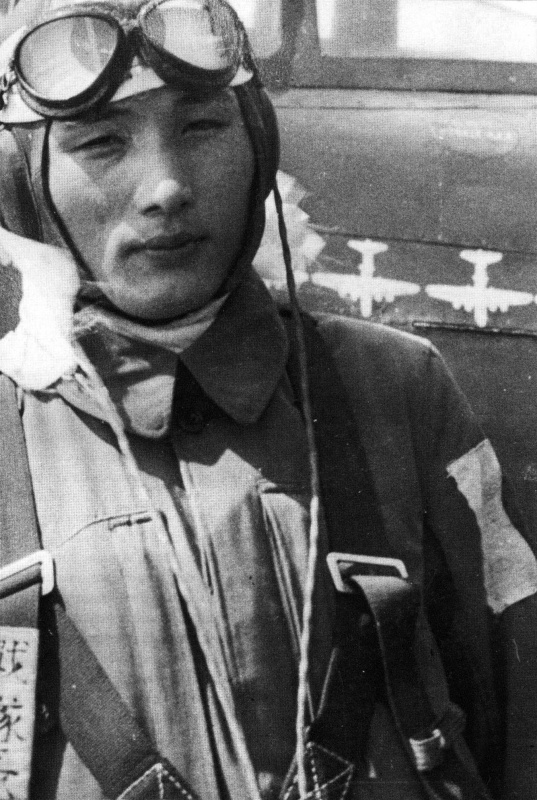
Kobayashi in tenuta di volo, davanti al suo Kawasaki Ki-100 Otsu, maggio 1945.

Nacque a Kōbe nella prefettura di Tokyo il 17 novembre 1920. Ricevette la sua istruzione alla Scuola media e superiore Kokushikan sita nel quartiere di Setagaya, a Tokyo.
Alla fine degli anni trenta del XX secolo frequentò la 53ª classe dell'Accademia dell'esercito imperiale giapponese, diplomandosi nel giugno 1940. Dopo il diploma fu nominato sottotenente di artiglieria, ed in seguito cambiò questo grado per diventare pilota di bombardieri leggeri e iniziò il suo addestramento al volo. Dopo aver completato l'addestramento venne assegnato al 45° Hikō Sentai, equipaggiato con i bombardieri leggeri Tachikawa Ki-36.
Come pilota di bombardieri, partecipò a una delle prime azioni di guerra, la battaglia di Hong Kong nel dicembre 1941. Durante questa battaglia, come membro del 45° Hikō Sentai di stanza Canton, pilotò uno degli obsoleti bombardiere leggero Kawasaki Ki-32, attaccando installazioni militari e navi britanniche. In seguito si trasferì come comandante di squadriglia al 66° Hikō Sentai con sede in Manciuria, acquisendo una preziosa esperienza con questa unità. Nell'aprile 1943 fu promosso capitano, e nel mese di settembre assunse il comando di una squadriglia destinata alla lotta antisommergibile. Nel novembre 1943 chiese, ed ottenne, di esse addestrato come pilota da caccia pilota raggiungendo l'aeroporto militare di Akeno. continuò a ricevere addestramento presso la Scuola di volo dell'esercito giapponese di Kameyama. Dopo aver completato l'addestramento nell'aprile 1944, fu trattenuto con compiti di istruttore presso l'aeroporto militare di Akeno fino al mese di ottobre, quando divenne vicecomandante dell'aeroporto di Takamatsu.
Il 28 novembre del 1944 gli fu assegnato il comando del 244° Hikō Sentai di stanza presso la base aerea di Chōfu. All'epoca aveva solo 24 anni, il che lo rendeva il più giovane comandante di Hikō Sentai di tutta l'IJAAF. Il 244° Hikō Sentai fu assegnato alla difesa aerea della capitale Tokyo. Come comandante di questa unità, avrebbe pilotato un caccia Kawasaki Ki-61 "Hien". Nell'ottobre del 1944, il 244° Hikō Sentai disponeva di circa 40 Ki-61 e aveva trascorso molto tempo ad addestrarsi per intercettare i bombardieri Boeing B-29 Superfortress che inevitabilmente avrebbero bombardato la capitale. Di conseguenza, il 244° Hikō Sentai era considerato un'unità eccezionale, in grado di difendere la capitale, ed era anche una delle poche unità di caccia per la difesa interna che praticavano il volo notturno in formazione, consentendo così di eseguire intercettazioni di notte (questo era limitato ai piloti veterani più esperti). Inoltre i piloti giapponesi adottarono un metodo di attacco speciale (Shinten Seikutai) che consisteva nel cercare di speronare i bombardieri colpendoli da dietro con l'elica del caccia. I velivoli assegnati a questo reparto erano privi di armamento alare, senza blindature, e senza verniciature al fine di guadagnare in prestazioni.
Il 3 dicembre 1944 abbatté il suo primo B-29 Superfortress e, in un singolo passaggio, il 244° Hikō Sentai rivendicò l'abbattimento di 6 bombardieri conseguiti attraverso attacchi di speronamento con tutti i piloti dei caccia sopravvissuti all'azione. Il 19 dicembre il 244° Hikō Sentai fu trasferito sulla base di Hamamatsu la fine di trovarsi già sulla rotta di arrivo dei bombardieri B-29 Superfortress. Il 22 dicembre 1944 affermò di aver danneggiato un B-29 non lontano dall'isola di Akumihan quando i bombardieri avevano attaccato una fabbrica Mitsubishi, in una missione che fu poi interrotta. Il B-29 che fu danneggiato dall'attacco frontale di Kobayashi ebbe il terzo motore danneggiato e il bombardiere uscì presto dalla formazione e non riuscì a ritornare alla base. Il 9 gennaio 1945 rivendicò il danneggiamento di un altro B-29, ma all'atto dell'atterraggio posò il suo Ki-61 sul ventre. Il 27 gennaio 1945, durante un attacco in picchiata su un B-29, il suo caccia Ki-61 "Hien" speronò un B-29, appartenente a una formazione di 14, non lontano dal Monte Fuji, e lui perdette conoscenza per un breve periodo in conseguenza dell'urto. Una volta ripreso conoscenza si accorse che l'elica del suo Ki-61-I Hei (n°3925) era troppo danneggiata per poter continuare a volare in sicurezza, e allora si lanciò dal velivolo con il paracadute e atterrò sano e salvo a terra riportando solo lievi contusioni. Le gesta del 244° Hikō Sentai venivano pubblicate quotidianamente sui giornali dell'epoca, facendo guadagnare al giovane capitano molta fama. Il mese di febbraio fu estremamente duro per il 244° Sentai, che nelle sole giornate del 16 e 17 perse una decina di piloti negli scontri con gli aerei dell'US Navy che effettuavano attacchi su Tokyo. Avrebbe danneggiato un altro B-29 il 12 aprile 1945, ma rimase ferito alla gamba destra in seguito dell'attacco, costringendolo a lanciarsi nuovamente con il paracadute, e venendo poi ricoverato all'ospedale per un breve periodo.
Nel maggio 1945 iniziò a volare sul nuovo Kawasaki Ki-100 (caccia dell'esercito di tipo 5) che aveva un motore più affidabile rispetto al KI-61 e prestazioni e armamento migliori. Nello stesso mese la sua unità ricevette una lettera di encomio dall'Alto Comando dell'Esercito e le sue azioni vennero riconosciute quando gli fu conferita la medaglia Bukōshō di seconda classe e una promozione a maggiore. Durante la battaglia di Okinawa il 244° Hikō Sentai effettuò missioni di scorta alle unità di attacco speciali decollando dagli aeroporti di Miyakonojo e di Chiran. Il 15 luglio 1945 il 244° Hikō Sentai si posizionò sull'aeroporto di Yokaishi, prefettura di Shyga, vicino a Nagoya e Kyoto in attesa del previsto sbarco della forze alleate sul suolo del Giappone.
Venne quasi sottoposto a corte marziale per aver disobbedito agli ordini, il 25 luglio 1945, quando lui e i suoi uomini decollarono sui loro caccia Kawasaki Ki-100 Goshikisen per attaccare i Grumman F6F Hellcat del VF-31 dell'US Navy decollati dalla portaerei Belleau Wood. Alla sua unità era stato ordinato di ritirarsi e attendere i bombardieri in arrivo. Ignorando questo ordine, procede ad ingaggiare combattimento con gli F6F Hellcat che stavano attaccando l'aeroporto di Yokaishi in un combattimento aereo che ebbe luogo quasi all'altezza del tetto dell'hangar. Quel giorno il 244° Hikō Sentai affermò di aver distrutto 12 F6F-5 Hellcat del VF-31 quando in realtà entrambe le parti persero 2 aerei ciascuna (i piloti americani erano i tenenti Edwin White e Herbert Law). Mentre i giornali celebravano le azioni dell'unità, fu istituita la corte marziale per giudicarlo, il che comportava una punizione molto severa. Tuttavia, quando la notizia delle sue azioni raggiunse l'Imperatore Hirohito quest'ultimo pronunciò parole di approvazione per le azioni di Kobayashi, e la corte marziale fu abbandonata, mentre come punizione i voli dello Hikō Sentai furono annullati per l'indomani.
Sopravvissuto alla guerra, venne smobilitato il 1 novembre 1945 e si stabilì a Tokyo, dove lavorò nel settore civile per circa nove anni. Nel 1953 entrò a far parte della Kōkū Jieitai recentemente creata, divenendo nuovamente pilota di caccia. Dopo aver lavorato nelle basi di Matsushima e Tsuiki, studiò all'estero, negli Stati Uniti d'America, per circa sei mesi a partire dal novembre 1955 e ricevette addestramento sull'impiego dei caccia North American F-86 Sabre. Il 4 giugno 1957 stava pilotando un aereo da addestramento Lockheed T-33 Shooting Star in una missione da Hamamatsu quando si verificò un problema tecnico poco dopo il decollo. Egli ordinò al suo copilota di eiettarsi, poi cercò di prendere il controllo dell'aereo e tentò di farlo atterrare lontano da aree popolate, ma il velivolo si schiantò poco dopo causando la morte del pilota.